# 富塚貞一郎
富塚 貞一郎（とみづか ていいちろう、1872年3月24日（明治5年2月16日） - 1935年（昭和10年）5月7日）は、大日本帝国陸軍軍人。最終階級は陸軍少将。

## 経歴・人物
宮城県出身。1894年（明治27年）陸軍士官学校第5期卒業。
仙台陸軍地方幼年学校長を経て、1913年（大正2年）8月に金沢連隊区司令官に任官。
その後、1916年（大正5年）4月に陸軍歩兵大佐、同年8月に歩兵第79連隊長、1920年（大正9年）8月に陸軍少将・歩兵第14旅団長を経て、1924年（大正13年）2月4日に待命、同月26日に予備役に編入した。

## 栄典
- 1894年（明治27年）10月26日 - 正八位[3]